# Agathirsia testacea
Agathirsia testacea är en stekelart som beskrevs av Muesebeck 1927. Agathirsia testacea ingår i släktet Agathirsia och familjen bracksteklar. Inga underarter finns listade i Catalogue of Life.